# 上唐站
上唐站（：／ Sangdang yeok */?）曾为韩国铁路忠北线上的一个车站，位于甫川站和阴城站之间，目前已废止。

## 历史
- 1957年9月6日：开始使用[1]。
- 1974年8月15日：停止使用[2]。

## 脚注
1. ↑  1957년 9월 6일 대한민국관보 교통부고시 제497호
2. ↑  1969년 5월 22일 대한민국관보 철도청고시 제24호